# Алфатар
Алфатар (буг. Алфатар, рум. Alfatar) град је у Републици Бугарској, у североисточном делу земље, седиште истоимене општине Алфатар у оквиру Силистранске области.

## Географија
Положај: Алфатар се налази у североисточном делу Бугарске. Од престонице Софије град је удаљен 420 km североисточно, а од обласног средишта, Силистре град је удаљен 20 km јужно. Државна граница са Румунијом се налази на 10 km североисточно од града.
Рељеф: Област Алфатара се налази у области бугарске Добруџе. Град се сместио у бреговитом подручју, на приближно 190 m надморске висине.
Клима: Клима у Алфатару је континентална.
Воде: Око Алфатара постоји више мањих водотока.

## Историја
Област Алфатара је првобитно било насељено Трачанима, а после њих овом облашћу владају стари Рим и Византија. Јужни Словени ово подручеје насељавају у 7. веку. Од 9. века до 1373. године област је била у саставу средњовековне Бугарске.
Крајем 14. века област Алфатара је пала под власт Османлија, који владају облашћу 5 векова.
Године 1878. град је постао део савремене бугарске државе. Насеље постоје убрзо средиште окупљања за села у околини, са више јавних установа и трговиштем. Између два светска рата Алфатар је био у саставу Румуније.

## Становништво
По проценама из 2010. године Алфатар је имао око 1.700 становника. Огромна већина градског становништва су етнички Бугари. Остатак су махом Роми. Последњих деценија град губи становништво због удаљености од главних токова развоја у земљи.
Претежан вероисповест месног становништва је православље.